# Ohzora

Ohzora  ou EXOS-C est un satellite scientifique japonais  développé par l'ISAS et lancé le 14 février 1984 par une fusée M-3S-4. Le satellite circulait sur une orbite terrestre basse elliptique (354 × 865 km) avec une inclinaison de 75° qu'il parcourait en 97 minutes. Le satellite avait deux objectifs :
- étudier la composition de la moyenne atmosphère et observer la magnétosphère
- participer au Programme international de la moyenne atmosphère qui s'est déroulé de 1982 à 1985.

## Caractéristiques techniques
Le satellite d'une masse de 207 kg  a la forme d'un prisme droit octogonal haut de 88 cm et d'une largeur maximale de 109 cm auquel est fixé quatre panneaux solaires ainsi qu'une antenne longue de 20 mètres.
Le satellite embarque 11 instruments scientifiques dont cinq pour étudier l'atmosphère terrestre et six pour effectuer des recherches sur l'environnement électromagnétique de la Terre :
- Un radiomètre infrarouge pour mesurer la bande des 1,27 micromètres du limbe terrestre et en déduire la densité d'ozone entre 70 et 90 km.
- Un  spectromètre ultraviolet  (2500-3500 A) pour obtenir des profils de densité de l'ozone entre 25 et 60 km d'altitude.
- Un spectromètre infrarouge pour mesurer l'absorption  du spectre solaire par le limbe terrestre et en déduire les profils atmosphériques de vapeur d'eau, de méthane, de dioxyde de carbone et de protoxyde d'azote
- Un instrument de mesure du spectre énergétique des électrons et protons se précipitant
- Un radiomètre destiné à mesurer l’absorption  par l'atmosphère du spectre solaire pour en déduire le profil vertical de l'ozone et des aérosols présents dans l'atmosphère
- Un sondeur destiné à mesure les profils de densité des électrons présents dans l'ionosphère, les ondes radio émises par la planète et l'harmonique la plus élevée émise par les lignes électriques terrestres
- Une sonde à plasma pour mesurer la densité  et la température des électrons
- Des détecteurs à base de composants électroniques du spectre énergétique et des flux des électrons, protons et particules alpha dont l'énergie est supérieure à 50 keV.

## Déroulement de la mission
Le satellite a heurté le troisième étage de la fusée 5 secondes après la séparation ce qui a entrainé une contamination par les gaz résiduels et une perte de 20 % de la capacité des batteries. Pour pallier la diminution de l'énergie disponible, il a fallu désactiver périodiquement de manière préventive les instruments pour éviter une décharge profonde de batteries. Le dernier signal du satellite a été reçu le 26 décembre 1988. Le satellite a sans doute effectué sa rentrée atmosphérique le même jour.